# Osciloskop pro smíšené signály
Osciloskop pro smíšené signály (MSO - Mixed Signal Oscilloscope) kombinují funkci digitálního osciloskopu a logického analyzátoru. Výhodou této kombinace je možnost spouštět a pozorovat analogové i digitální signály současně. Obvykle mají tyto osciloskopy 2 až 4 analogové vstupy a 16 až 32 digitálních.
MSO rozšířené o funkci spektrální analýzy se nazývají MDO - Mixed Domain Oscilloscopes.